# Junta Provisional do Governo Supremo
A Junta Provisional do Governo Supremo foi o órgão, sediado no Porto, que que administrou Portugal entre 19 de Junho e 26 de Setembro de 1808, enquanto o Conselho de Regência não se encontrava restabelecido em Lisboa após a intervenção inglesa durante a primeira invasão francesa de Portugal.
A sua constituição era a seguinte:
| Cargo                    | Detentor                                                | Período                                      |
| ------------------------ | ------------------------------------------------------- | -------------------------------------------- |
| Presidente               | Bispo do Porto                                          | 19 de Junho de 1808 a 26 de Setembro de 1808 |
| Vogais pelo Clero        | Manuel Lopes Loureiro, provisor do bispado              | 19 de Junho de 1808 a 26 de Setembro de 1808 |
| Vogais pelo Clero        | José Dias de Oliveira, vigário-geral                    | 19 de Junho de 1808 a 26 de Setembro de 1808 |
| Vogais pela Magistratura | José de Melo Freire, juíz da Coroa                      | 19 de Junho de 1808 a 26 de Setembro de 1808 |
| Vogais pela Magistratura | Luís de Sequeira da Gama Ayala, juíz dos Agravos        | 19 de Junho de 1808 a 26 de Setembro de 1808 |
| Vogais pelo Exército     | António da Silva Pinto, sargento-mor do regimento n.º 6 | 19 de Junho de 1808 a 26 de Setembro de 1808 |
| Vogais pelo Exército     | João Manuel de Mariz Sarmento, capitão de artilharia    | 19 de Junho de 1808 a 5 de Julho de 1808     |
| Vogais pelo Exército     | Francisco Osório da Fonseca, provedor de Viana          | 5 de Julho de 1808 a 26 de Setembro de 1808  |
| Vogal pela Nobreza       | António Mateus Freire de Andrade Coutinho               | 19 de Junho de 1808 a 26 de Setembro de 1808 |
| Vogal pelo Comércio      | António Ribeiro Braga, negociante                       | não chegou a participar                      |

## Galeria

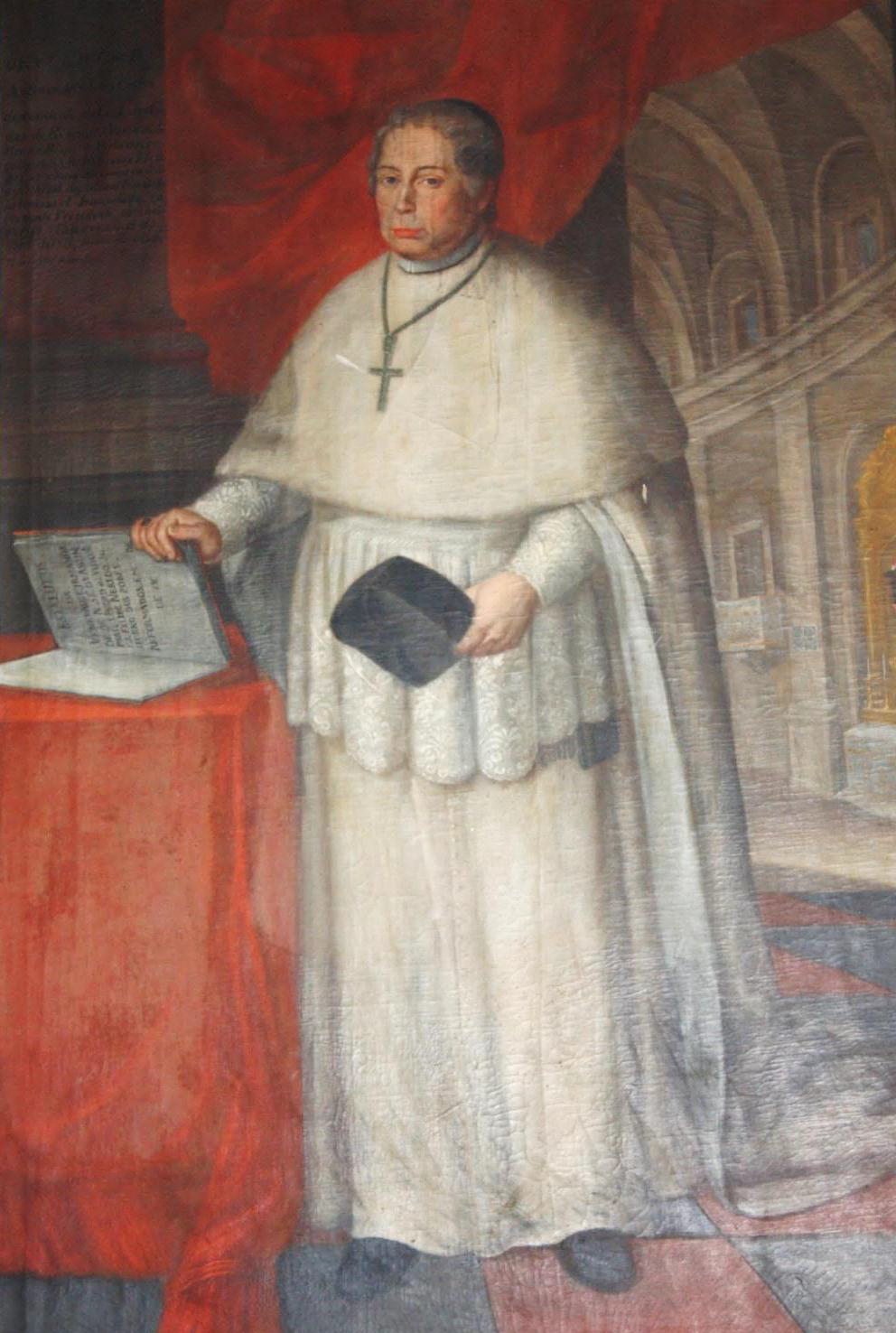
O Bispo do Porto, Presidente da Junta Provisional